# Signal (Zeitschrift)

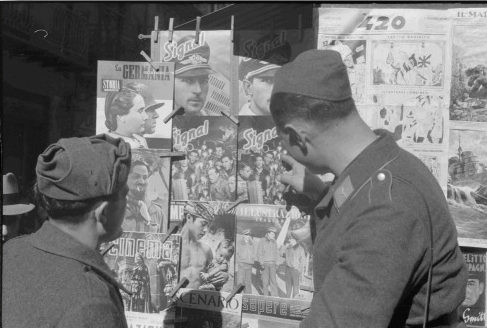
In Palermo (Sizilien) (Sommer 1941)

Signal war eine NS-Propagandazeitschrift, die von 1940 bis 1945 in zahlreichen europäischen Ländern veröffentlicht wurde.

## Entwicklung, Auflage
Die deutschsprachige Ausgabe wurde in vielen europäischen Ländern vertrieben. Im Deutschen Reich selbst war sie im Handel nicht erhältlich. Ein Vorbild für das Blatt war die amerikanische Illustrierte Life. 1943 erreichte die Auflage der in verschiedenen Sprachen und Ländern erschienenen Ausgabe der Zeitschrift die Höhe von mehr als 2,4 Millionen Exemplaren.

## Erscheinungsweise in verschiedenen Ländern
Signal war als Presseorgan der Wehrmacht unterstellt und sollte im deutsch besetzten bzw. verbündeten Ausland für die angeblich europäische Mission des Nationalsozialismus werben. Für das Auswärtige Amt nahm dessen Pressechef Paul Karl Schmidt „maßgeblichen Einfluss auf die Auslandsillustrierte ‚Signal‘ […]. Neben der Verherrlichung von Nationalsozialismus und Wehrmacht gehörten die Propagierung einer ‚europäischen Großraumwirtschaft‘ unter deutscher Führung und der ‚Kampf gegen die Bolschewiken‘ zu den bevorzugten ‚Signal‘-Themen.“ Der Hinweis auf das gemeinsame Ziel eines Kampfes gegen den ideologischen Todfeind, den Bolschewismus, sollte integrierend wirken. Signal erschien in den jeweiligen Landessprachen in Norwegen, Schweden, Dänemark, den Niederlanden, Belgien, Frankreich, Spanien, Portugal, Polen, Russland, Ungarn, Kroatien, Rumänien, Bulgarien und sogar in einer verkleinerten englischen Ausgabe, die mittels der V-Waffen über den Kanal transportiert wurde. Bis zur Kriegserklärung Deutschlands im Dezember 1941 gelangte die englische Ausgabe auch in die USA. Insgesamt erschienen zwischen April 1940 und März 1945 über hundert reguläre Ausgaben, in der Regel zweimal monatlich mit je vierzig Seiten und ab Herbst 1942 in zwanzig verschiedensprachigen Ausgaben.

## Äußeres
Signal zeichnete sich durch eine für die damalige Zeit herausragende Druckqualität aus. Jede Ausgabe enthielt mehrere, meist acht Farbseiten, was damals noch sehr ungewöhnlich war. Da sich die Zeitschrift an ein ausländisches Publikum richtete, war man bemüht, die Propaganda subtiler zu gestalten als innerhalb des Reiches. Die Zeitschrift erschien im Deutschen Verlag. Sitz der Redaktion war bis zum März 1945 Berlin.

## Leitung
Hauptschriftleiter von Signal waren: Harald Lechenperg (1940–1941), Heinz Medefind (1941), Wilhelm Reetz (1942–1944) und schließlich der SS-Angehörige Giselher Wirsing.
Die Mitarbeiter von Signal waren qualifizierte Journalisten und Bildreporter. Unter den Fotografen, die für das Blatt arbeiteten, waren Arthur Grimm, Hanns Hubmann, Hilmar Pabel, Benno Wundshammer und André Zucca.